# Sint-Genesius-Rode
Sint-Genesius-Rode (franceză Rhode-Saint-Genèse) este o comună în provincia Brabantul Flamand, în Flandra, una dintre cele trei regiuni ale Belgiei. Comuna este limitrofă cu Regiunea Capitalei Bruxelles, fiind situată în partea de sud a acesteia și este considerată o suburbie înstărită a Bruxelles-ului. Suprafața totală este de 22,77 km². Comuna Sint-Genesius-Rode este situată în zona flamandă vorbitoare de limba neerlandeză a Belgiei dar este una dintre comunele belgiene cu facilități lingvistice pentru populația francofonă, aceasta fiind majoritară și este reprezentată de 17 membri din 25 în consiliul local. La 1 ianuarie 2008 comuna avea o populație totală de 18.027 locuitori. 